# Epidaurosz (Argolisz)
Epidaurosz az ókori Görögország egyik városa volt, Argoliszban a tenger mellett a Szaróni-öbölben. A mai Epidavrosz város az ókori helyszín mellett épült.

## Történet
Epidaurosz független volt Argosztól egészen a római korig. A körülvevő kis területtel együtt Epidauria volt a neve. Arról volt nevezetes, hogy állítólag itt született Apollón fia, a gyógyító Aszklépiosz, akinek a szentélye nem messze a várostól helyezkedett el. Híres volt a színháza is, amelyet jelenleg ismét használnak. Az epidauroszi Aszklépiosz-kultuszról írásos emlékek maradtak fent a Kr. e. 6. századból.  
Az epiaduroszi aszklepieion volt a legnevezetesebb gyógyító hely az ókori világban. A peripterosz típusú templom Kr. e. 380-375 között épült; építésze Theodotosz volt. A templom szobrászati díszeit Timotheosz vezetésével készítették. Ide jöttek a beteg emberek gyógyulást remélve. A megfelelő gyógymód megállapításához el kellett tölteniük egy éjszakát az enkoimitiria-ban, egy nagy hálóteremben. Álmukban tanácsot kaptak az istentől, hogy mit kell tenniük az egészségük visszanyerése érdekében. A közelben ásványvíz forrás is található, amelyet szintén használtak a gyógyításban. 
Aszklépiosz virágzásnak indította a szentélyt, amelyet a Kr. e. 4. és 3. században kibővítettek és átalakítottak. Kr. e. 87-ben Lucius Cornelius Sulla kifosztotta a szentélyt, és a kincseket a katonáinak ajándékozta. Kr. e. 67-ben kalózok dúlták fel a szentélyt. A 2. században a szentély újra fellendült a rómaiak alatt, de 395-ben a gótok I. Alarich nyugati gót király vezetésével ismét feldúlták a színházzal együtt.
A kereszténység elterjedésével a epidauroszi szentély az 5. századig tovább működött keresztény gyógyító központként. 
Az Aszklépiosz teremtette gazdagság lehetővé tette a "civil" építkezést is: az óriási színházat Polükleitosz tervezte a Kr. e. 4. században. Az eredetileg 34 sort a római korban további 21 sorral bővítették, így 14 000 néző befogadására volt alkalmas, s már az ókorban is a legszebb arányú színházépületnek tartották.